# Trifolium polymorphum
Trifolium polymorphum är en ärtväxtart som beskrevs av Jean Louis Marie Poiret. Trifolium polymorphum ingår i släktet klövrar, och familjen ärtväxter. Inga underarter finns listade i Catalogue of Life.

## Bildgalleri

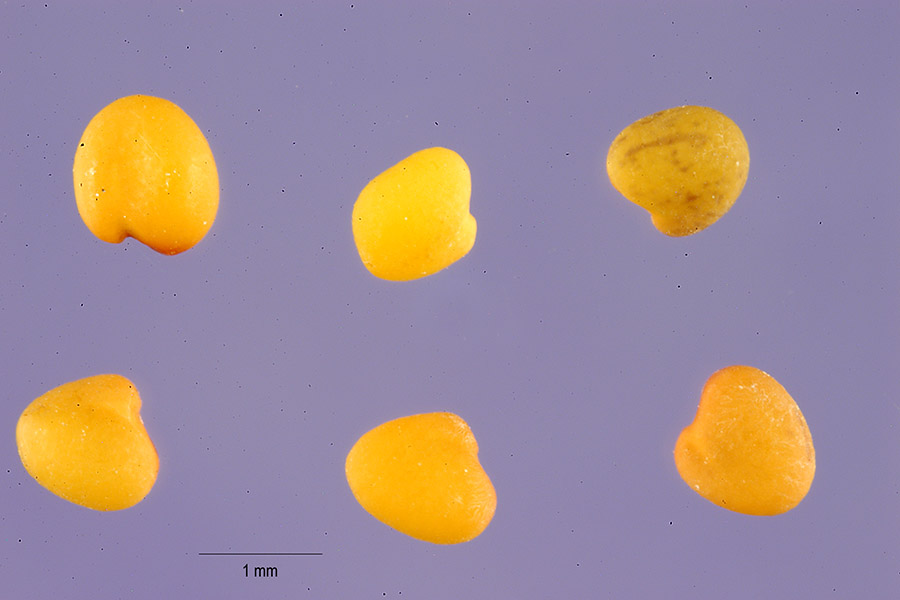